# Maignelay-Montigny

Maignelay-Montigny este o comună în departamentul Oise, Franța. În 1 ianuarie 2022 avea o populație de 2.493 de locuitori.